# Colletes neoqueenensis
Colletes neoqueenensis är en biart som beskrevs av Heinrich Friese 1910. Colletes neoqueenensis ingår i släktet sidenbin, och familjen korttungebin. Inga underarter finns listade i Catalogue of Life.